# Itaúsa
Itaúsa er et brasiliansk multinationalt konglomerat med hovedkvarter i São Paulo. De driver virksomhed indenfor finans, fast ejendom, industri, sundhed, kemi og mode. Væsentlige datterselskaber omfatter: Itaú Unibanco, Duratex og Alpargatas S.A..